# COVID-19-Pandemie im Libanon
Die COVID-19-Pandemie im Libanon tritt als regionales Teilgeschehen des weltweiten Ausbruchs der Atemwegserkrankung COVID-19 auf und beruht auf Infektionen mit dem Ende 2019 neu aufgetretenen Virus SARS-CoV-2 aus der Familie der Coronaviren. Die COVID-19-Pandemie breitet sich seit Dezember 2019 von China ausgehend aus. Ab dem 11. März 2020 stufte die Weltgesundheitsorganisation (WHO) das Ausbruchsgeschehen des neuartigen Coronavirus als Pandemie ein.

## Verlauf
Am 21. Februar 2020 wurde der erste COVID-19-Fall im Libanon bestätigt. In den WHO-Situationsberichten tauchte dieser Fall erstmals am 22. Februar 2020 auf.

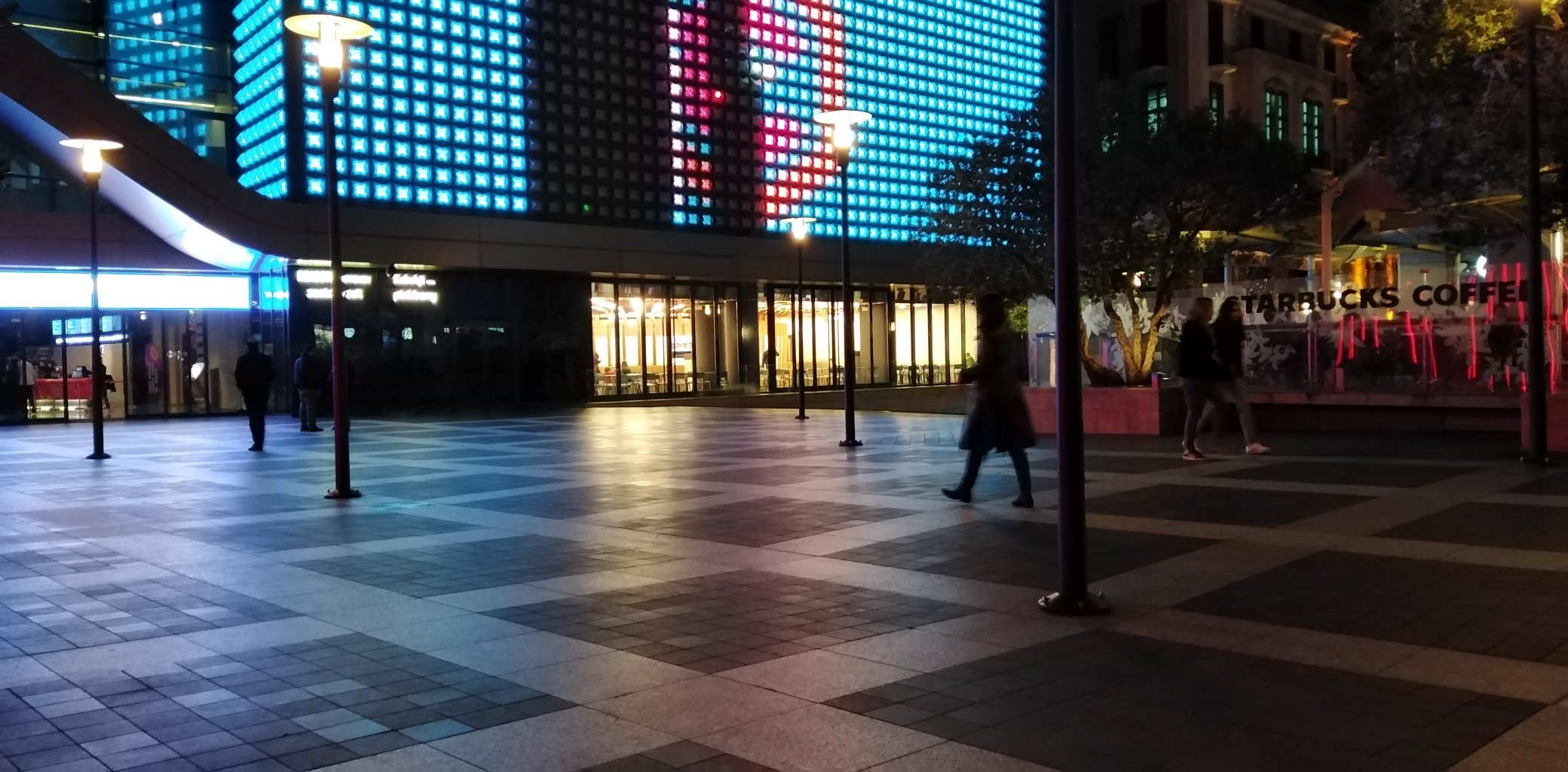
Leere Fußgängerzone während der COVID-19-Pandemie in Beirut (16. März 2020)

Über zwei Monate, seit der Libanon seinen ersten Fall des neuartigen Coronavirus gemeldet hat, hat er alle nicht wesentlichen Einrichtungen, einschließlich des internationalen Flughafens von Beirut, geschlossen und nächtliche Ausgangssperren und eine Reihe anderer Maßnahmen eingeführt, um die Menschen zu ermutigen, zu Hause zu bleiben. Am 9. April verlängerte das libanesische Kabinett die landesweite Sperrung bis zum 26. April. Der bisherige Ansatz schien einige positive Ergebnisse zu liefern – die Zahl der neu bestätigten täglichen Fälle von Coronavirus-Infektionen ging ab Ende März zurück, und die Gesamtzahl ist im Vergleich zu anderen Ländern im Nahen Osten und in Europa lange überschaubar geblieben. Dieser Rückgang hat Forschern und Medizinern vorsichtige Hoffnung gegeben, dass die Kapazität des Gesundheitssystems des Landes die Coronavirus-Krise überstehen kann, ohne überfordert zu sein, schrieb Al-Monitor. Es bestehen jedoch weiterhin erhebliche Herausforderungen in Bezug auf begrenzte medizinische Versorgung und Tests, was es schwierig macht, den vollen Umfang des Ausbruchs zu bestimmen, wo der Höhepunkt stattfinden wird und ob es in der Folge zu einem Anstieg neuer Infektionen kommen wird.
Die nordllibanesische Stadt Bsharri wurde ab Samstag, 11. April isoliert, um dort einen Ausbruch des Coronavirus einzudämmen. Gesundheitsminister Hamad Hassan hatte am 9. April die Stadt und mehrere nördliche Regionen besucht.
Inmitten der Corona-Pandemie und der schwierigen wirtschaftlichen Lage ist das Problem aufgetreten, dass mehrere private Krankenhäuser schließen könnten, da Eigenmittel knapp werden und es versäumt wurde, ihre Zuschüsse vom Staat zu erhalten, die auf 1,3 Milliarden US-Dollar geschätzt werden. In Folge der Staatsverschuldung und des Anstiegs der Betriebskosten droht die Schließung einer Reihe von Krankenhäusern in Keserwan, Metn und Beirut, teilte der Abgeordnete Ibrahim Kenaan, der Vorsitzende des parlamentarischen Finanz- und Haushaltsausschusses, auf Twitter mit. Gesundheitsminister Hamad Hassan stellte fest, dass die Beiträge bis zum Monat Juni 2019 gezahlt wurden und die ausstehenden Beträge bald ausgezahlt würden. Hamad fügte hinzu, dass Krankenhäuser mit finanziellen Schwierigkeiten einen Vorschuss für 2020 erhalten könnten.
Die Zahl der COVID-19-Fälle im Libanon stieg am 10. April um 27 auf 609, während die Zahl der Todesopfer 20 erreichte, berichtete die National News Agency. Der Libanon bestätigte am 11. April zehn neue Coronavirus-Infektionen; damit erhöht sich die Gesamtzahl der registrierten Fälle auf 619 im Land. Am 12. April wurden 11 neue COVID-19-Fälle, insgesamt 630, bestätigt. Das Gesundheitsministerium teilte am 13. April mit, dass die Gesamtzahl der mit Coronavirus infizierten Personen auf 632 Fälle gestiegen ist. Es heißt auch, dass die Gesamtzahl der Todesfälle bei 20 bleibt. Die Zahl der Genesenen stieg an diesem Tag auf 80. Der Libanon bestätigte am 14. April neun weitere Coronavirus-Fälle, als ein weiterer Todesfall verzeichnet wurde, teilte das Gesundheitsministerium mit. Die neuen Fälle erhöhten die Gesamtzahl auf 641, die der Todesfälle auf 21. Das Ministerium stellte fest, dass zwei der neun neuen Fälle bei libanesischen Expats registriert wurden, die am 13. April mit einem Evakuierungsflugzeug aus London zurückgekehrt waren.
Der Libanon bestätigte am 15. April 17 weitere neuartige Coronavirus-Fälle, was die Gesamtzahl des Landes auf 658 erhöhte. In einer Erklärung teilte das Gesundheitsministerium mit, dass 12 der Infektionen bei Anwohnern und fünf bei Expats registriert wurden, die in den letzten Tagen in den Libanon zurückgekehrt sind. Es wurde hinzugefügt, dass in den letzten 24 Stunden 941 Labortests durchgeführt wurden. Das Gesundheitsministerium erklärte am Samstag (18. April), dass vier neue Fälle von Coronavirus registriert wurden, was die Zahl der Fälle auf 672 erhöht. Seit der Aufzeichnung des ersten Falles von COVID-19 am 21. Februar haben sich nach Angaben des Ministeriums 97 Personen von dem Virus erholt.
Von den bisher 672 Fällen gab es 21 Todesfälle. Nach Mittelung des Gesundheitsministeriums gab es am 21. April keine Coronavirus-Fälle, sodass die Zahl der Infizierten bei 677 lag. Die Zahl der Todesfälle blieb bei 21, während die Genesungsraten auf 103 stiegen. Gesundheitsminister Hamad Hassan versicherte den Libanesen am 20. April, dass die Krise „sich ihrem Ende nähert“.
Am 23. April erhöhte sich die Zahl der Coronavirus-Fälle des Landes auf 688, teilte das Gesundheitsministerium mit. Die Zahl der Todesfälle lag weiterhin bei 22 und die Anzahl der Genesenen bei 140. Das Ministerium fügte hinzu, dass in den letzten 24 Stunden 1.357 Labortests durchgeführt wurden und dass bisher 69 Infektionscluster identifiziert wurden, darunter 13, die in den letzten zwei Wochen aktiv waren. Ein 92-jähriger Mann starb am 2. Mai an der COVID-19-Pandemie, als vier neue Coronavirus-Fälle registriert wurden. Nach Auskunft des Gesundheitsministeriums erhöhte sich damit die Zahl der Menschen, die an dem Virus erkrankt sind, auf 733 und die Zahl der Todesfälle auf 25. Zwei der neuen Fälle wurden unter libanesischen Expats registriert, die kürzlich in den Libanon zurückgeflogen worden waren. Der Libanon verzeichnete am 10. Mai nach offiziellen Angaben den größten Anstieg seit Wochen bei der Zahl der täglichen Coronavirus-Fälle. Das Gesundheitsministerium sagte, 23 Einwohner und 13 evakuierte libanesische Expats seien in den letzten 24 Stunden positiv auf das Virus getestet worden, was die Zahl des Landes auf 845 erhöhte. Laut Medienberichten vom 18. Mai wurden 17 ausländische Arbeiter, die im selben Gebäude lebten, positiv auf das COVID-19-Coronavirus getestet. Laut LBCI-Fernsehen haben Sicherheitskräfte Maßnahmen ergriffen, um das Gebäude in der Mohammed al-Hout-Straße in Beiruts Stadtteil Ras al-Nabaa zu isolieren. Medienberichten zufolge sind die Arbeiter bangladeschischer und syrischer Nationalität. Der Libanon beendete an diesem Tag eine viertägige allgemeine Sperrung wegen eines jüngsten Anstiegs der Coronavirus-Fälle. Premierminister Hassan Diab verwies auf wirtschaftliche und finanzielle Schwierigkeiten und drängte auf strengeren Respekt vor sozialer Distanzierung und Gesundheitsanweisungen.
Infolge der Explosionskatastrophe in Beirut am 4. August 2020 stieg die Zahl der Coronavirus-Fälle sprunghaft an. Waren in den ersten sechs Monaten der Pandemie 5000 Fälle registriert worden, traten nun innerhalb von sieben Tagen 2600 neue Infektionen auf. Die Regierung beschloss daher erneut zweiwöchige strikte Ausgangsbeschränkungen. Daran hat sich auch nach dem Jahreswechsel wenig geändert; es wird über Ein Land im Chaos berichtet.

## Statistik
Die Fallzahlen entwickelten sich während der COVID-19-Pandemie im Libanon wie folgt:

### Infektionen

Bestätigte Infizierte in Libanon nach Daten der WHO. Oben kumuliert, unten Tageswerte

### Todesfälle

Bestätigte Todesfälle in Libanon nach Daten der WHO. Oben kumuliert, unten Tageswerte